# Arches (Vosges)
Pour les articles homonymes, voir Arches.
Arches  (/aʁʃ/) est une commune française située dans le département des Vosges, en région Grand Est.

## Géographie

### Localisation
Arches se situe sur la rive gauche de la Moselle.
Délimitée au nord-est par la Moselle sur trois kilomètres, la commune se situe entre Épinal et Remiremont. Elle fait ainsi face à sa petite jumelle Archettes à laquelle elle est reliée par un pont.

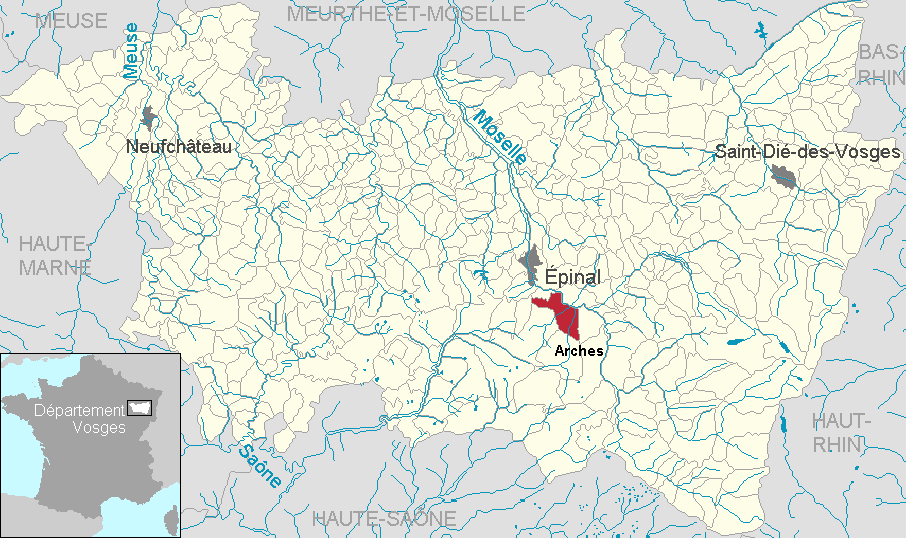
Localisation dans le département.

### Géologie et relief
À l'est, elle est séparée de Pouxeux par des mamelons boisés, Rebaumont, côte de Vrupt. Au sud et à l'ouest, sa limite avec Hadol est plus artificielle. C'est au nord que l'altitude culmine, avec 521 mètres au Rômont, en direction de Dinozé.

### Sismicité
La commune est située en zonage sismique 3 "modéré",.

### Hydrographie et les eaux souterraines
Hydrogéologie et climatologie : Système d’information pour la gestion des eaux souterraines du bassin Rhin-Meuse :
Territoire communal : Occupation du sol (Corinne Land Cover); Cours d'eau (BD Carthage),
Géologie : Carte géologique; Coupes géologiques et techniques,
 Hydrogéologie : Masses d'eau souterraine; BD Lisa; Cartes piézométriques.
La commune est située dans le bassin versant du Rhin au sein du bassin Rhin-Meuse. Elle est drainée par la Moselle, la rigole d'alimentation du réservoir de Bouzey, le ruisseau d'Argent, le ruisseau des Nauves, le ruisseau la Niche, le ruisseau de Rainjumenil et le ruisseau des Noires Faignes,.
La Moselle, d’une longueur totale de 560 kilomètres, dont 315 kilomètres en France, prend sa source dans le massif des Vosges au col de Bussang et se jette dans le Rhin à Coblence en Allemagne.
La rigole d'alimentation du réservoir de Bouzey, d'une longueur totale de 41,5 km, prend sa source dans la commune de Saint-Étienne-lès-Remiremont et se jette  dans l'Avière à Chaumousey, alimentant le réservoir de Bouzey, après avoir traversé douze communes.
Le ruisseau d'Argent, d'une longueur totale de 11,2 km, prend sa source dans la commune de Roulier et se jette  dans la Moselle dans la commune d'Archettes, en limite avec le territoire communal, après avoir traversé cinq communes.
Le ruisseau des Nauves, d'une longueur totale de 10,2 km, prend sa source dans la commune de Hadol et se jette  dans la Moselle sur la commune, après avoir traversé deux communes.
La Niche, d'une longueur totale de 18,6 km, prend sa source dans la commune de Saint-Nabord et se jette  dans la Moselle sur la commune, après avoir traversé cinq  communes. Depuis le XVe siècle (1469) la Papeterie d'Arches utilise la Niche pour sa production,.
Les sources d'Aneuménil, d'Arches, Roche, Supérieure.

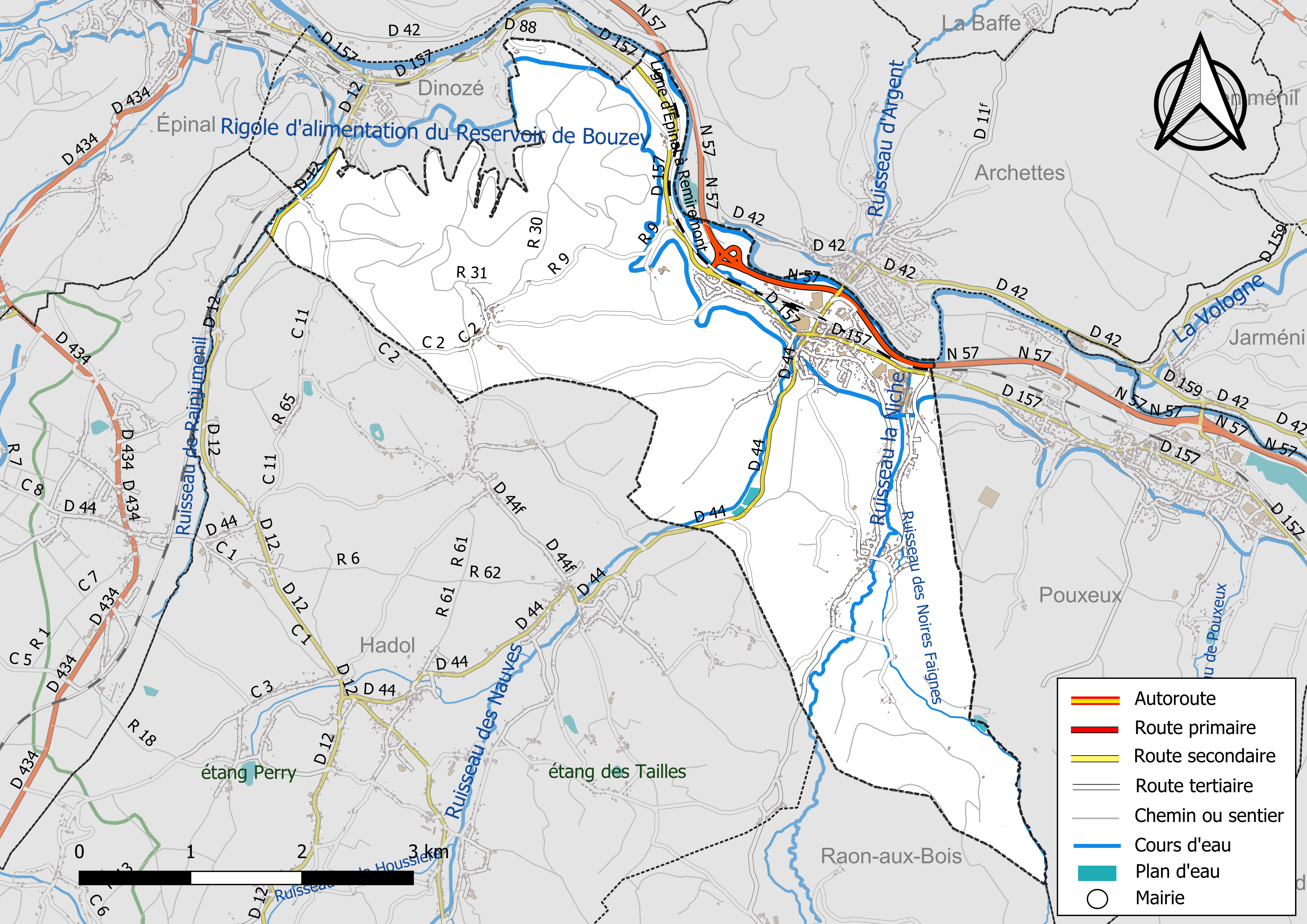
Réseaux hydrographique et routier d'Arches.

### Climat
Pour des articles plus généraux, voir Climat du Grand Est et Climat des Vosges.
En 2010, le climat de la commune est de type climat de montagne, selon une étude du Centre national de la recherche scientifique s'appuyant sur une série de données couvrant la période 1971-2000. En 2020, Météo-France publie une typologie des climats de la France métropolitaine dans laquelle la commune est exposée à un climat semi-continental et est dans une zone de transition entre les régions climatiques « Lorraine, plateau de Langres, Morvan » et « Vosges ».
Pour la période 1971-2000, la température annuelle moyenne est de 9,6 °C, avec une amplitude thermique annuelle de 17 °C. Le cumul annuel moyen de précipitations est de 1 139 mm, avec 13,5 jours de précipitations en janvier et 10,5 jours en juillet. Pour la période 1991-2020, la température moyenne annuelle observée sur la station météorologique de Météo-France la plus proche, « Le Roulier_sapc », sur la commune du Roulier à 9 km à vol d'oiseau, est de 10,2 °C et le cumul annuel moyen de précipitations est de 1 000,2 mm. 
La température maximale relevée sur cette station est de 38,1 °C, atteinte le 25 juillet 2019 ; la température minimale est de −18,3 °C, atteinte le 20 décembre 2009,,.
Les paramètres climatiques de la commune ont été estimés pour le milieu du siècle (2041-2070) selon différents scénarios d'émission de gaz à effet de serre à partir des nouvelles projections climatiques de référence DRIAS-2020. Ils sont consultables sur un site dédié publié par Météo-France en novembre 2022.

### Voies de communications et transports

#### Voies routières
L'essentiel de la population est répartie tout au long de l'ancienne nationale, aujourd'hui RD 157, beaucoup moins passante depuis que la RN 57 épouse le tracé de la rivière.

#### Voies ferroviaires

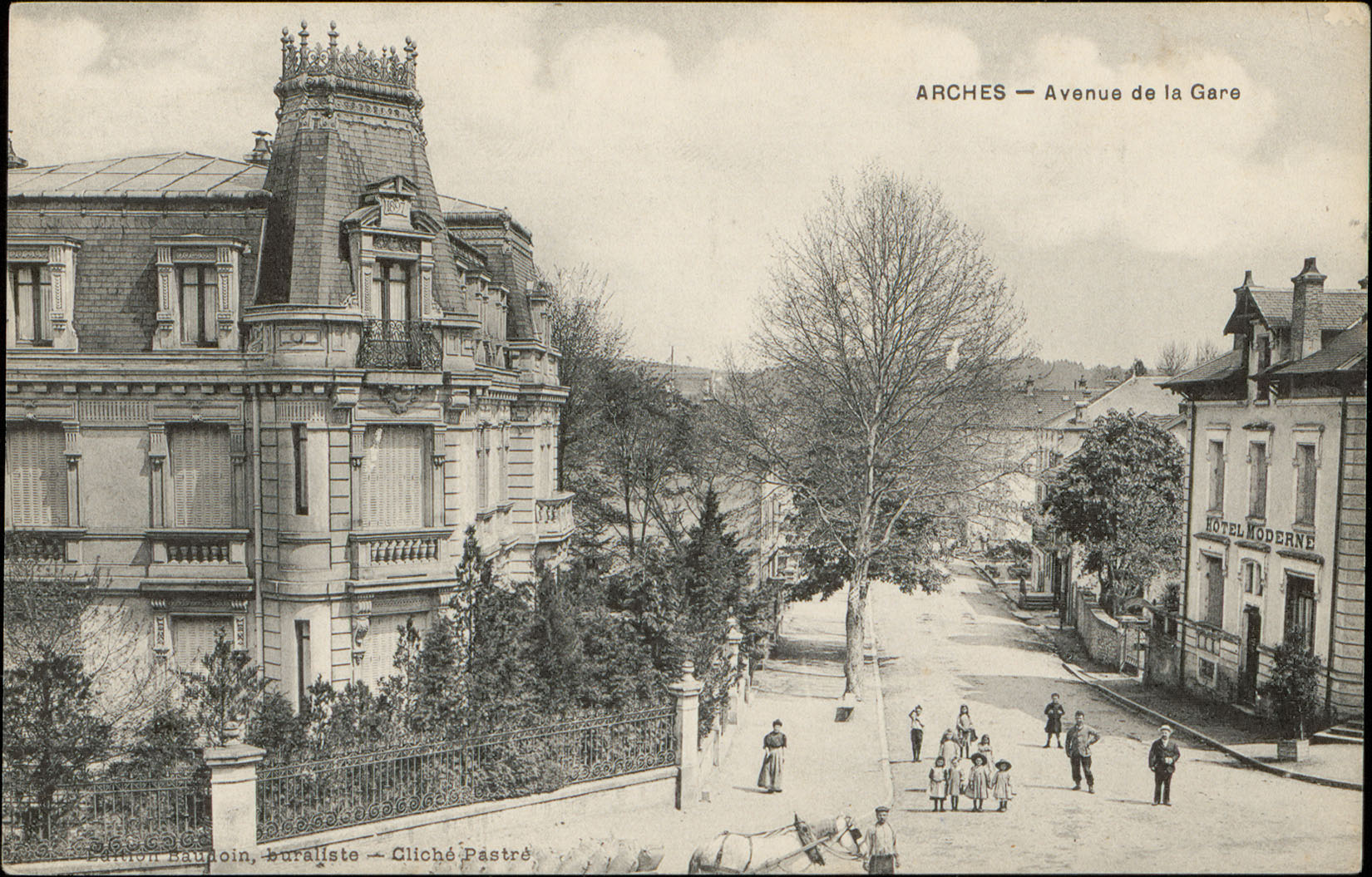
L'avenue de la Gare à Arches entre 1880 et 1945.
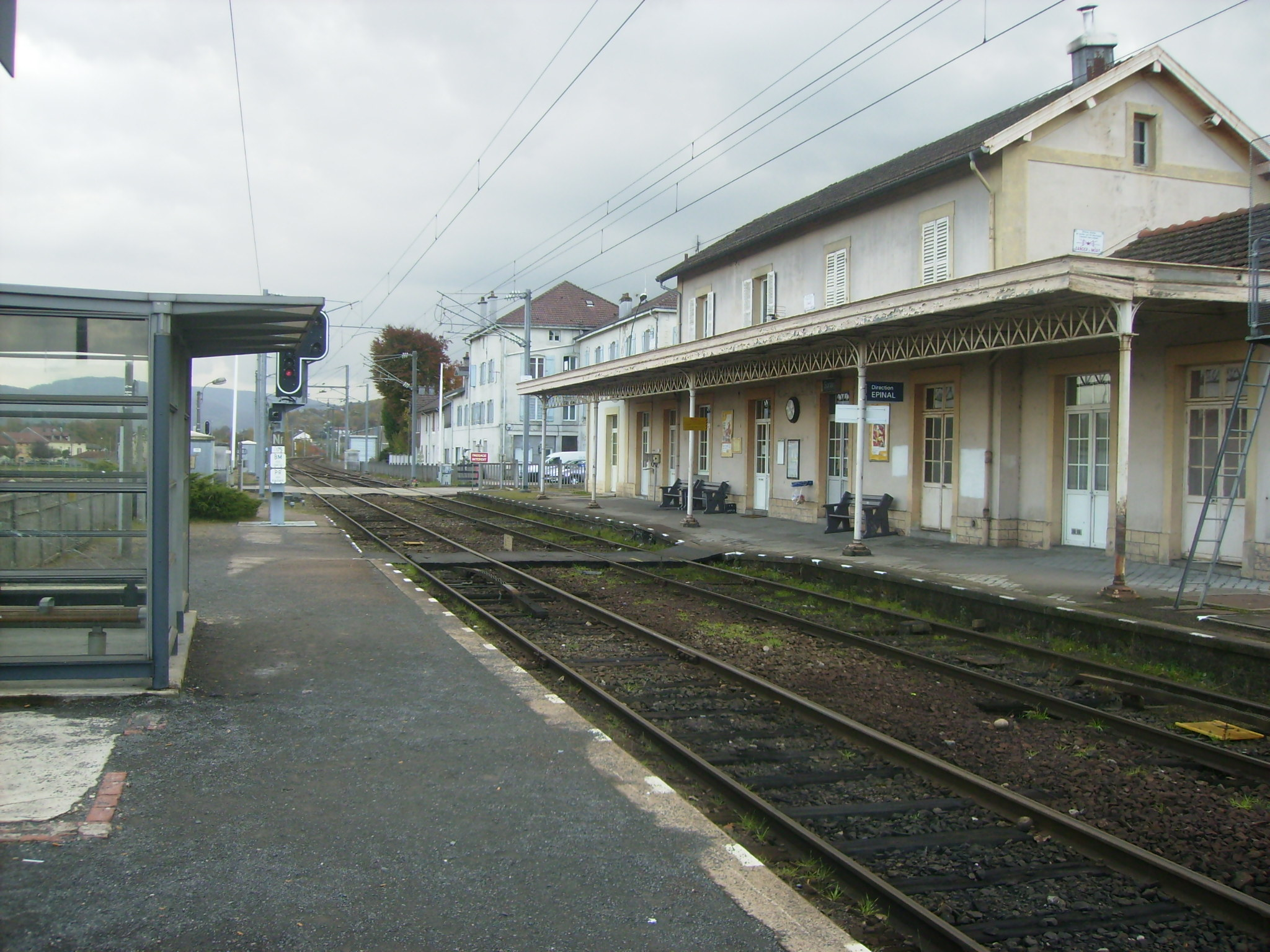
Gare d'Arches, direction Remiremont.
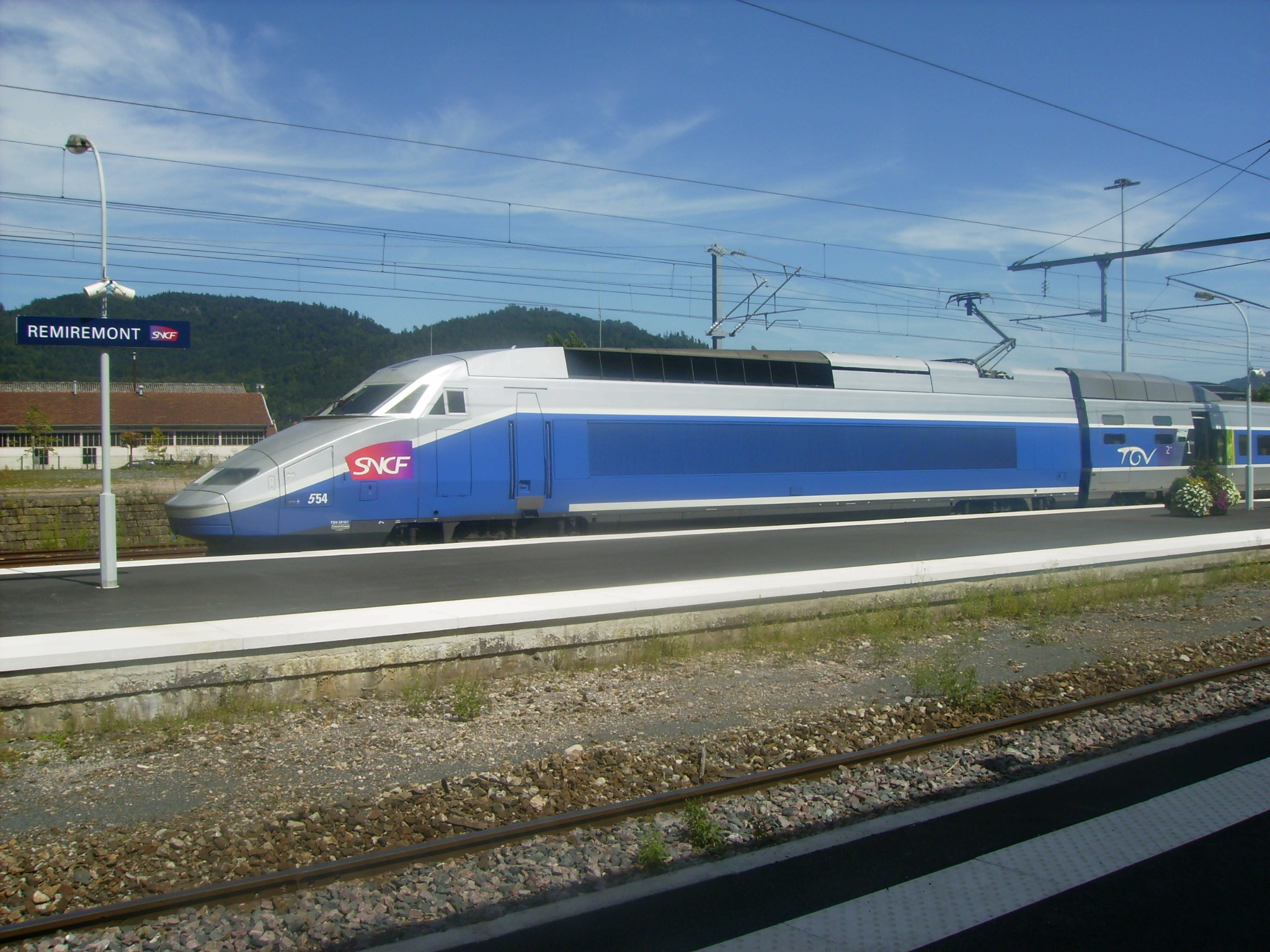
Gare de Remiremont, desservie par le TGV et des trains TER Grand Est.

La Gare d'Arches est une gare ferroviaire des lignes d'Épinal à Bussang et d'Arches à Saint-Dié-des-Vosges,. Les villes desservies sont : Épinal, Remiremont, Strasbourg, Nancy...

#### Transports en commun
La Loi pour la croissance, l'activité et l'égalité des chances économiques du 6 août 2015 a libéralisé le transport régulier interurbain de voyageurs par autocar.
Dans le département des Vosges l’organisation des transports interurbains et scolaires relève de la Région Grand Est depuis le 1er janvier 2017.
Les lignes régulières de transports Livo desservant la commune d'Arches sont les suivantes :
- ligne 1 Épinal - Remiremont ;
- ligne 1B Remiremont - Munster ;
- ligne 2 Remiremont - Bussang - Thann ;
- ligne 3 Remiremont - La Bresse.

## Urbanisme

### Typologie
Au 1er janvier 2024, Arches est catégorisée commune rurale à habitat dispersé, selon la nouvelle grille communale de densité à sept niveaux définie par l'Insee en 2022.
Elle appartient à l'unité urbaine d'Arches, une agglomération intra-départementale regroupant deux  communes, dont elle est ville-centre,,. Par ailleurs la commune fait partie de l'aire d'attraction d'Épinal, dont elle est une commune de la couronne,. Cette aire, qui regroupe 118 communes, est catégorisée dans les aires de 50 000 à moins de 200 000 habitants,.

### Occupation des sols
L'occupation des sols de la commune, telle qu'elle ressort de la base de données européenne d’occupation biophysique des sols Corine Land Cover (CLC), est marquée par l'importance des forêts et milieux semi-naturels (60,6 % en 2018), en diminution par rapport à 1990 (63,7 %). La répartition détaillée en 2018 est la suivante : 
forêts (60,6 %), terres arables (13,6 %), prairies (11,5 %), zones urbanisées (8,1 %), zones agricoles hétérogènes (3,8 %), zones industrielles ou commerciales et réseaux de communication (2 %), espaces verts artificialisés, non agricoles (0,4 %). L'évolution de l’occupation des sols de la commune et de ses infrastructures peut être observée sur les différentes représentations cartographiques du territoire : la carte de Cassini (XVIIIe siècle), la carte d'état-major (1820-1866) et les cartes ou photos aériennes de l'IGN pour la période actuelle (1950 à aujourd'hui).

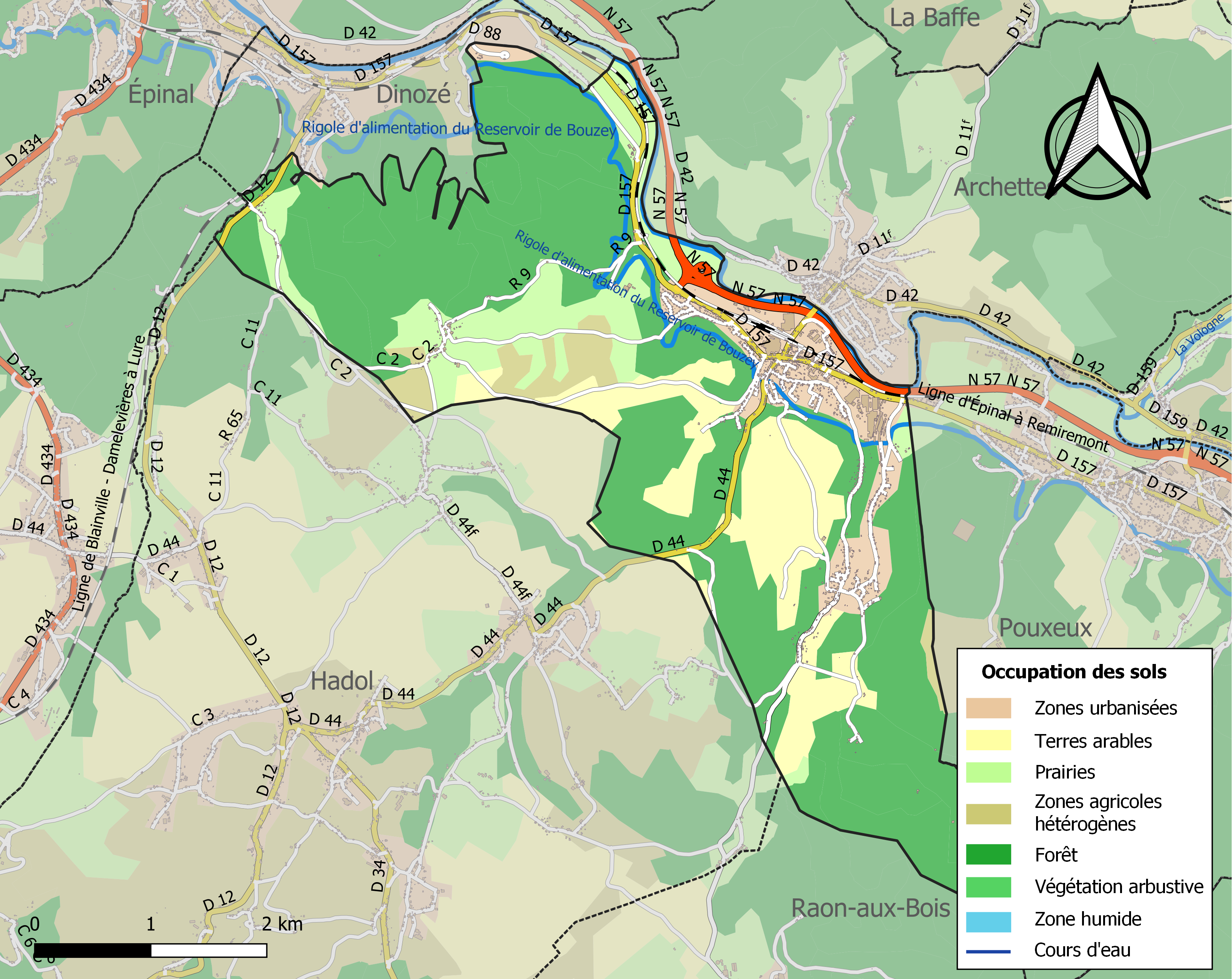
Carte des infrastructures et de l'occupation des sols de la commune en 2018 (CLC).

## Toponymie
Le nom de la localité est attesté sous les formes Villelmus de Archis (1144) ; Theodericus de Arches (1174) ; Forum… Archarum (1152) ; Lemannus de Arcis (XIe ou XIIe siècle) ; Airches (1338) ; Arches (1279) ; De Archiis, Archis (1402) ; Arche (1518).

Du pluriel de l'oil arche : « arches de pont , pont à arches ». L'origine du nom de la commune viendrait d'un lieu de passage où un pont a remplacé un gué. Les arches de ce pont auraient donné leur nom au village.

## Histoire
Situé sur la rive gauche de la Moselle, le village d'Arches, comme celui d'Archettes qui lui fait face sur la rive droite, doit son nom au pont romain qui enjambait la rivière. Deux voies romaines se rejoignaient en effet à Arches, celle de Bâle à Metz et celle de Langres à Strasbourg via Metz.
En 848, Charles le Chauve et Louis le Germanique se rencontrèrent à Arches, pour renouveler leur alliance contre Lothaire Ier.

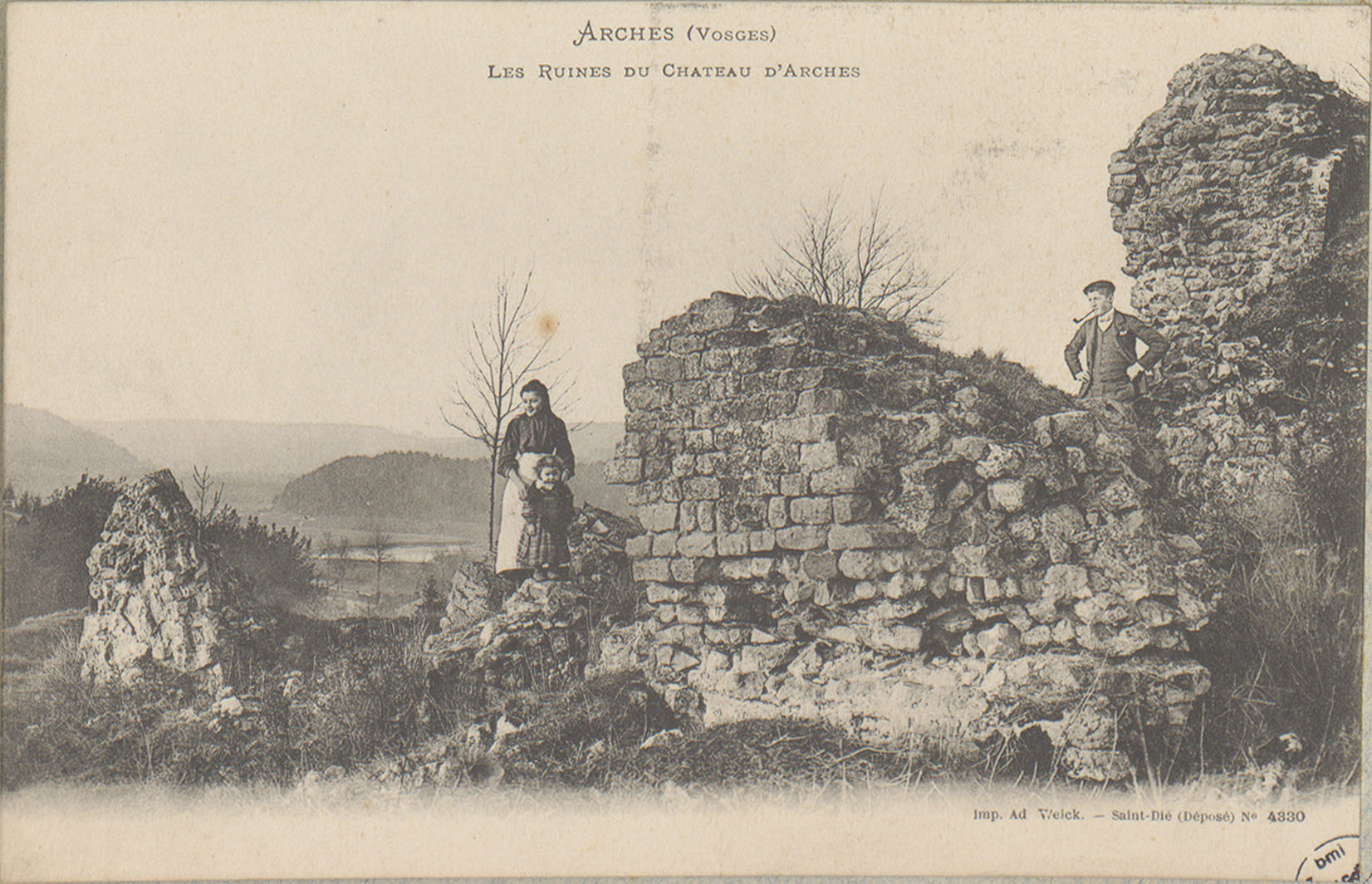
Ruines du château (carte postale Adolphe Weick), entre 1880 et 1945.

Le duc Thierry II y fait construire un château fort en 1080, et la localité est affranchie par le duc Ferry III en 1263. Ce château devait être abattu sur l'ordre de Richelieu.
C'est en 1492 que le terme "chaume" apparaît dans les actes d'amodiation dressés par le receveur d'Arches des ducs de Lorraine.
Des vestiges de fortifications montrent que la localité avait une certaine importance, - elle était d'ailleurs le siège d'une prévôté considérable - mais s'est affaiblie avec la guerre de Trente Ans dont elle sortit réduite à l'état de village.  La prévôté y subsista cependant jusqu’en 1754.
En 1469, sur le ruisseau Rupt-de-Raon, naissance des premières fabriques de papier à partir de moulins à grain reconvertis, avant officialisation juridique en 1492 (France).
Beaumarchais établi une papeterie vers 1782 et y résidait quelquefois. Arches possédait une fabrique de papier timbré, la seule en France ; des huileries, des féculeries, des moulins et des distilleries offraient leurs emplois.
Il y eut un camp d’entrainement à Arches durant la Première Guerre mondiale.

## Politique et administration

### Budget et fiscalité 2022

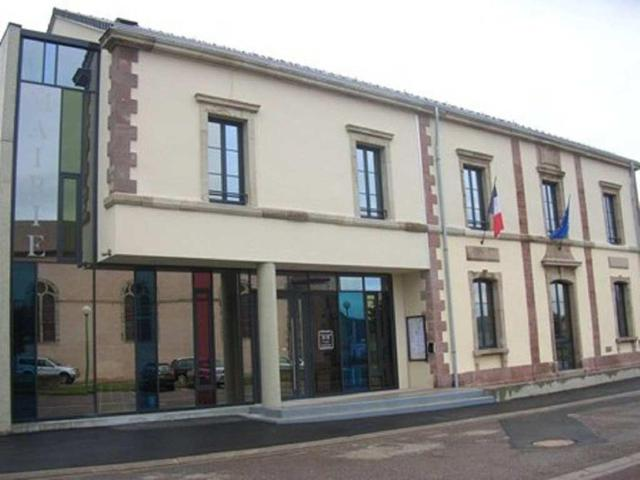
La mairie.

En 2022, le budget de la commune était constitué ainsi :
- total des produits de fonctionnement : 2 028 000 €, soit 1 202 € par habitant ;
- total des charges de fonctionnement : 1 729 000 €, soit 1 025 € par habitant ;
- total des ressources d’investissement : 643 000 €, soit 381 € par habitant ;
- total des emplois d’investissement : 220 000 €, soit 131 € par habitant ;
- endettement : 317 000 €, soit 188 € par habitant.

Avec les taux de fiscalité suivants :
- taxe d’habitation : 7,99 % ;
- taxe foncière sur les propriétés bâties : 36,31 % ;
- taxe foncière sur les propriétés non bâties : 17,80 % ;
- taxe additionnelle à la taxe foncière sur les propriétés non bâties : 0,00 % ;
- Cotisation foncière des entreprises : 0,00 %.

Chiffres clés Revenus et pauvreté des ménages en 2021 : médiane en 2021 du revenu disponible, par unité de consommation : 22 920 €.

## Population et société

### Démographie

#### Évolution démographique
Les habitants sont appelés les Archéens  et les habitantes Archéennes . .
L'évolution du nombre d'habitants est connue à travers les recensements de la population effectués dans la commune depuis 1793. Pour les communes de moins de 10 000 habitants, une enquête de recensement portant sur toute la population est réalisée tous les cinq ans, les populations de référence des années intermédiaires étant quant à elles estimées par interpolation ou extrapolation. Pour la commune, le premier recensement exhaustif entrant dans le cadre du nouveau dispositif a été réalisé en 2006.

En 2022, la commune comptait 1 614 habitants, en évolution de −1,53 % par rapport à 2016 (Vosges : −2,96 %, France hors Mayotte : +2,11 %).
| 1793 | 1800 | 1806 | 1821  | 1831  | 1836  | 1841  | 1846  | 1856  |
| ---- | ---- | ---- | ----- | ----- | ----- | ----- | ----- | ----- |
| 912  | 910  | 979  | 1 238 | 1 335 | 1 438 | 1 448 | 1 466 | 1 307 |

| 1861  | 1866  | 1876  | 1881  | 1886  | 1891  | 1896  | 1901  | 1906  |
| ----- | ----- | ----- | ----- | ----- | ----- | ----- | ----- | ----- |
| 1 428 | 1 633 | 1 619 | 1 507 | 1 359 | 1 423 | 1 443 | 1 472 | 1 566 |

| 1911  | 1921  | 1926  | 1931  | 1936  | 1946  | 1954  | 1962  | 1968  |
| ----- | ----- | ----- | ----- | ----- | ----- | ----- | ----- | ----- |
| 1 560 | 1 476 | 1 444 | 1 425 | 1 422 | 1 394 | 1 481 | 1 572 | 1 588 |

| 1975  | 1982  | 1990  | 1999  | 2006  | 2011  | 2016  | 2021  | 2022  |
| ----- | ----- | ----- | ----- | ----- | ----- | ----- | ----- | ----- |
| 1 523 | 1 718 | 1 737 | 1 679 | 1 722 | 1 673 | 1 639 | 1 621 | 1 614 |

### Sports
- Complexe sportif « Jean-Paul Holveck »[47].
- Club de football de l'Union Sportive Arches-Archettes-Raon[48].

### Enseignement
- École maternelle[49].
- École élémentaire publique Jean Haedrich[50].
- Centre de Formation des Apprentis[51],[52].
- Les autres établissements scolaires sont à Épinal[53] : Lycée Claude Gellée, Lycée professionnel Isabelle Viviani, Ensemble scolaire Notre-Dame-Saint-Joseph, Lycée Louis Lapicque...

### Santé
Professionnels et établissements de santé :
- Médecins à Arches, Archettes, Pouxeux, Hadol, Éloyes.
- Pharmacies à Arches, Pouxeux, Hadol, Éloyes.
- L'hôpital le plus proche est le centre hospitalier Émile-Durkheim situé dans la ville voisine d'Épinal.
- Centre hospitalier Beatrix de Lorraine à Remiremont.

### Cultes
- Culte catholique, Paroisse Notre-Dame-des-Chênes[55], Diocèse de Saint-Dié.

### Intercommunalité
- Depuis le 1er janvier 2017, La Communauté de communes de la Vôge vers les Rives de la Moselle (C2VRM) a fusionné avec la Communauté d'agglomération d'Épinal.
- Le Schéma de cohérence territoriale (SCOT)[56].
- Le Pays d'Art et d'Histoire du Cœur des Vosges[57].

## Urbanisme et environnement
- Le Schéma de cohérence territoriale (SCOT) des Vosges centrales[58].
- Le plan local d'urbanisme de la commune est en cours de modification[59],[60].
- La commune dispose d'un Plan de prévention du risque inondation (PPRI)[2],[61],[62].
- L'inventaire national du patrimoine naturel de la commune a permis de recenser 150 taxons terminaux (espèces et infra-espèces)[63] ainsi que les espèces menacées[64].

## Économie

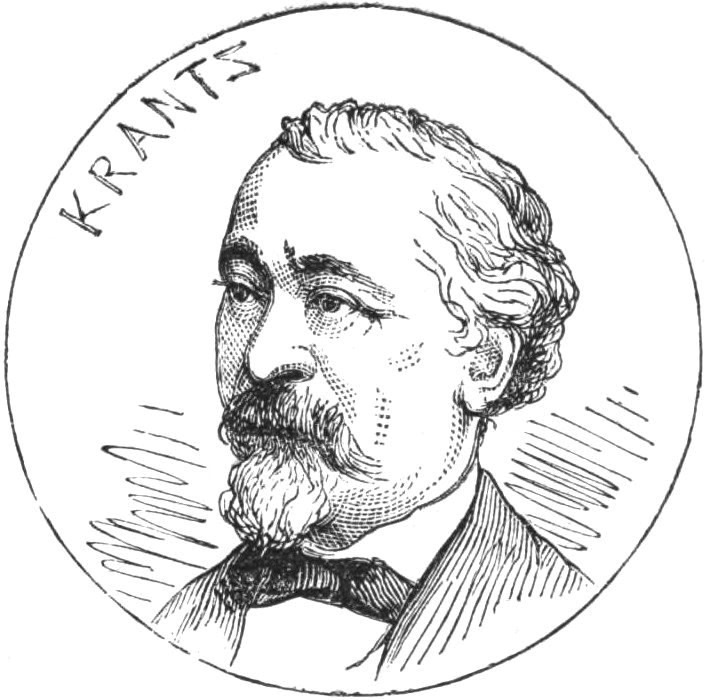
"Les soixante-quinze sénateurs inamovibles... Dessins de Étienne-Gabriel Bocourt" : 'Krantz'.

La ville d'Arches doit sa renommée internationale aux papeteries qui y fabriquent, depuis 1492, différents types de papier. Par leur pureté et leur solidité, ces papiers sont réservés aux éditions de livres de luxe et à un ensemble de techniques d'arts plastiques comme le dessin, l'aquarelle ou l'estampe. Les papiers les plus connus de la ville sont le vélin d'Arches, le vergé d'Arches et le papier aquarelle d'Arches. C'est aux papeteries d'Arches que Beaumarchais commanda les 70 tonnes de papier nécessaires à l'édition des 70 volumes des œuvres complètes de Voltaire. Les papeteries furent ensuite reprises par les frères Claude-Joseph et Léopold Grégoire Desgranges, puis par Claude Krantz.

### Autres facteurs économiques
- Un ensemble de commerces de proximité répond aux besoins de la population[68]
- Le projet de création de deux centrales biomasse, l'une à Arches à la place de l'ancienne déchèterie et l'autre à Éloyes, est fortement contesté. Le préfet a finalement refusé l'implantation de ces deux centrales au vu des faibles rendements énergétiques[69].

## Culture locale et patrimoine

### Lieux et monuments

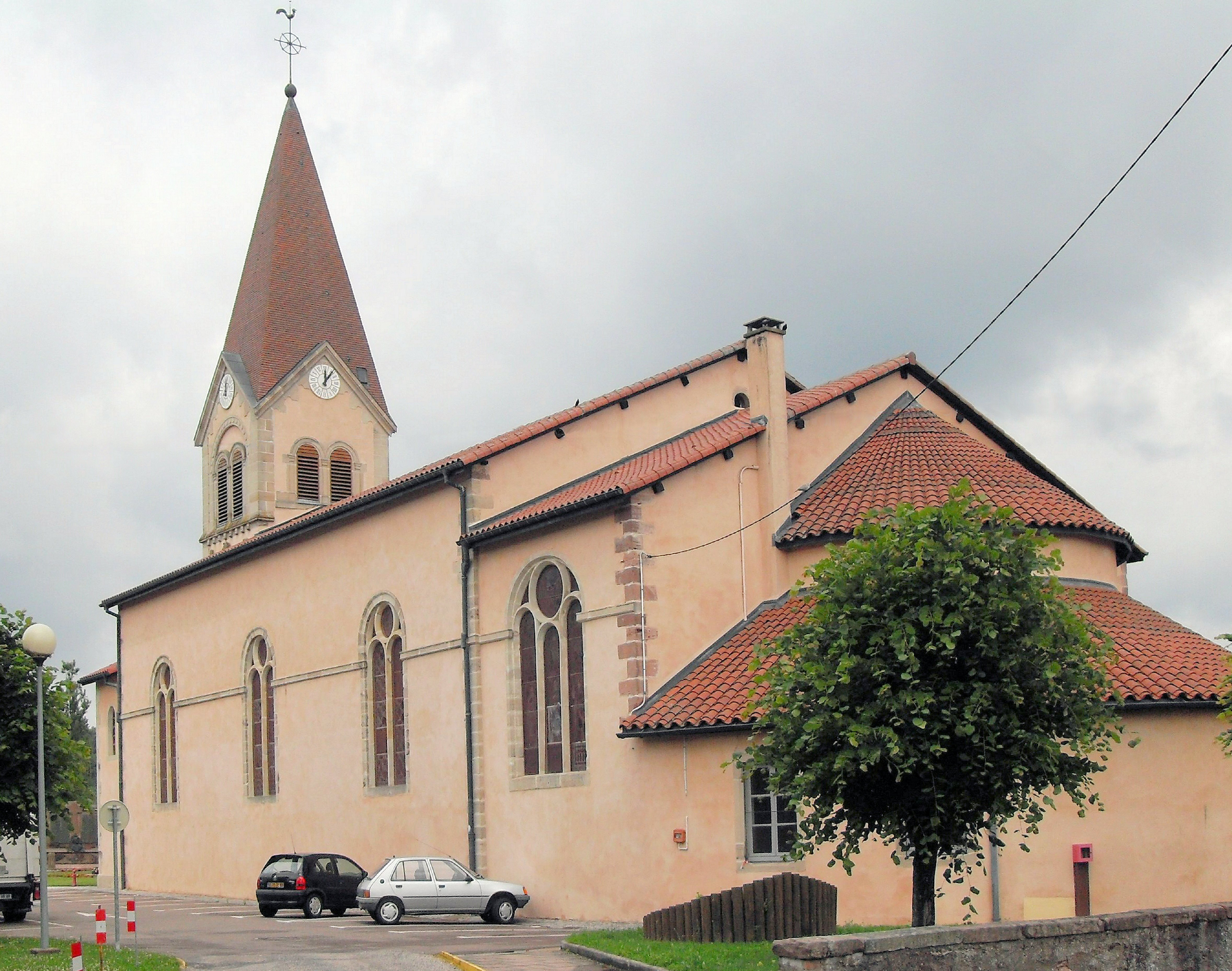
Église Saint-Maurice.
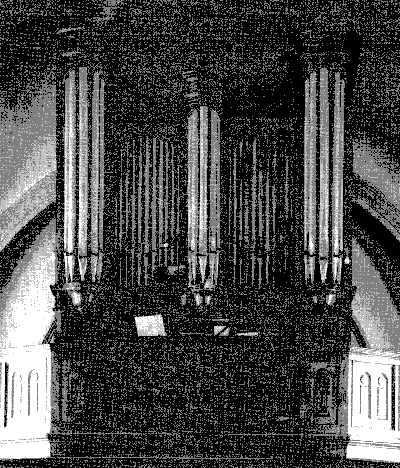
L'orgue de la maison Jacquot-Lavergne, construit en 1944.
Palais du Champ-de-Mars, 1866/1867, construit pour l'Exposition universelle de 1867 par Jean-Baptiste Krantz et Léopold Hardy d'après un projet de Frédéric Le Play..
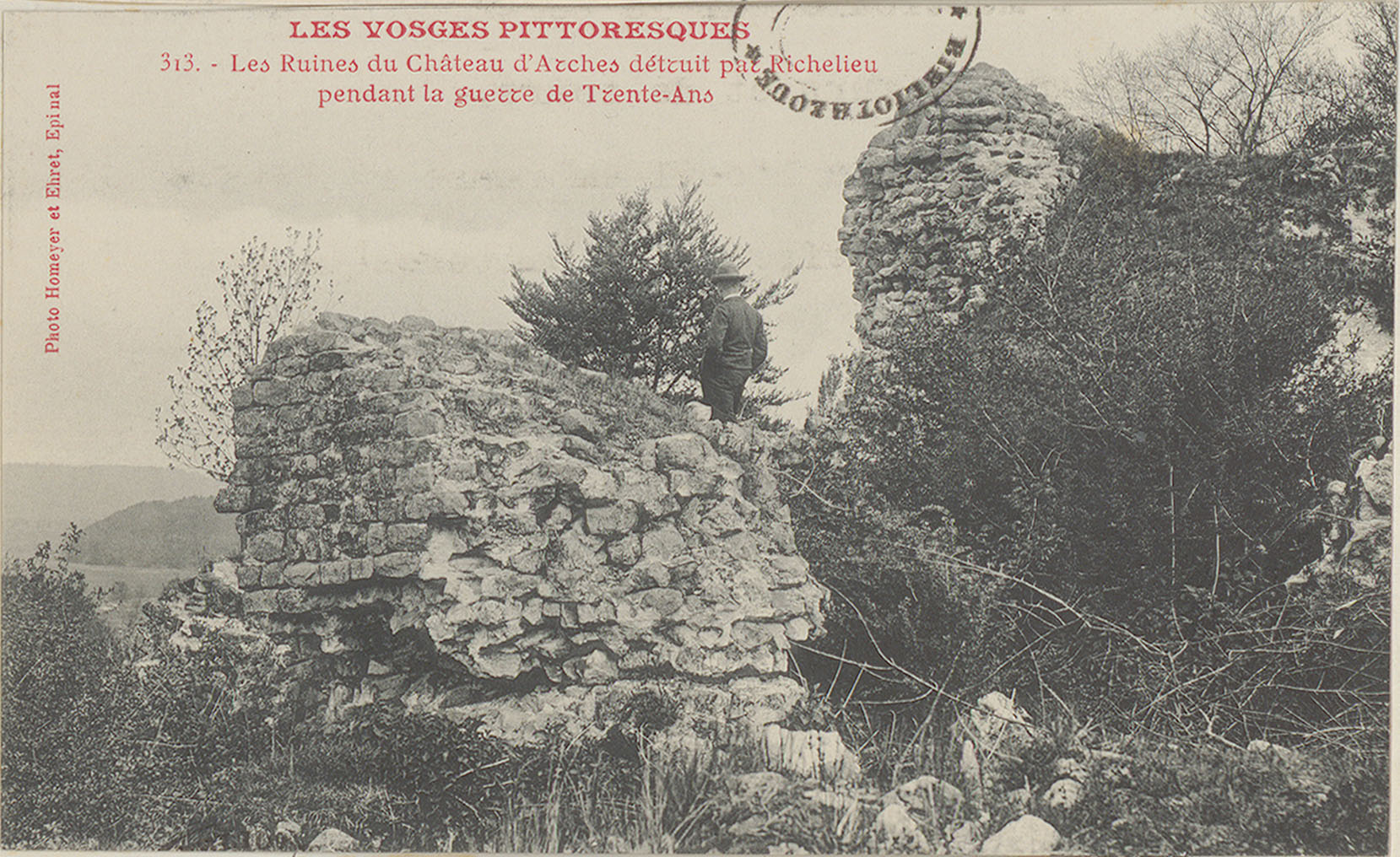
Ruines du Château d'Arches détruit par Richelieu pendant la guerre de Trente Ans.

- Église Saint-Maurice : église néo-classique construite au XIXe siècle avec son clocher de 1883 et ses trois cloches. Le traditionnel tintement de 3x3 coups est ici remplacé par une ritournelle sur le thème de l'Ave Maria de Lourdes suivi de la volée avec les trois cloches[70],[71].

Elle renferme un orgue de la maison Jacquot-Lavergne, construit en 1944,,. La commune d'Arches a racheté l'instrument et a procédé à sa restauration en 2013.
- Le moulin à papier d'Arches[75] : vers 1500 le moulin à papier d’Arches fournit le papier de La Chronique de Nuremberg, incunable ouvrage peut-être illustré par Dürer et publié en 1493, aux origines de l’imprimerie[76].
- Le pont de la Niche à la papeterie[77], œuvre que l'on attribue aux Romains[78].
- Le château d'Arches[79] : vestiges d'une enceinte et d'un donjon[80].
- Les monuments commémoratifs :
  - monument aux morts[81],[82] ;
  - monument commémoratif spécifique de la guerre de 1870[83].

### Personnalités liées à la commune
- Camille Marie Gabriel Brunotte (1860-1910), initiateur du jardin d'altitude du Haut-Chitelet[84] ;
- Jean Hérold-Paquis, journaliste radiophonique, collaborateur fusillé en 1945, né à Arches en 1912 ;
- Jean-Baptiste Sébastien Krantz, ingénieur et homme politique, né à Arches en 1817 ;
- Auguste Albert Maurice Masure, attaché au Ministère des Affaires étrangères[85] ;
- Hubert Laurent, papetier[86] ;
- Roland Palmaerts, peintre belge, recordman du monde du marathon de peinture à Arches : 60 aquarelles en 60 heures, réalisées du 3 au 5 octobre 2013[87],[88].

### Héraldique
| Blason | Blasonnement : D’azur au pont de quatre arches d'or sur une rivière d’argent accompagnée en chef d’un alérion du même. Commentaires : Le blason reprend naturellement le pont romain et l'alérion lorrain. Il s’agit du blason d’Arches tel qu’il a été reproduit au XVIIe siècle par Dominique Callot, abbé de l’Étanche,. |

## Pour approfondir

#### Histoire
- Sites gallo-romains de Archettes et de Arches
- Historique des grandes orgues de l'église St Maurice d'Arches
- Images d'archives d'Arches
- Pierre-Henri Mathieu, La Seconde Guerre mondiale dans la région d'Éloyes, Épinal, Association de recherches archéologiques et d'histoire d'Éloyes et dans ses environs, mars 2002, 513 p. (ISBN 2-9513453-1-3), chapitre XII p.139 à 154 : Arches.
- Pierre-Henri Mathieu, La vie rurale et son patrimoine, l’eau, la forêt et l’agriculture de montagne dans la région d’Éloyes, Épinal, Association de recherches archéologiques, histoire et patrimoine d'Éloyes et de ses environs, juin 2005, 654 p. (ISBN 2-9513453-2-1), IIe partie : L'eau, la forêt, la vie à la campagne puis détail des recherches présenté dans chaque commune, p. 144 à 163 : Arches..

#### Le château et les fortifications
- Arches et son château
- Le fort d'Arches (1876-1914 )
- Index de la fortification française 1874-1914 : le fort d'Arches
- La société d'histoire locale raconte les crimes et châtiments du XVIe siècle
- Le château d'Arches, une sinistre prison
- Charles-Laurent Salch, Dictionnaire des châteaux et des fortifications du moyen âge en France, Strasbourg, Éditions Publitotal, 4ème trimestre 1979, 1287 p. (ISBN 978-2-86535-070-4 et 2-86535-070-3)Arches, p. 53

#### Patrimoine naturel
- Cavités souterraines.
- Inventaire national du patrimoine naturel de la commune.

#### Informations administratives
- Chiffres publiés  par l'Institut national de la statistique et des études économiques (INSEE). Dossier complet.
- Fonds Cleuvenot 49 J, archives de géomètres vosgiens (XVIIIe siècle)-1878.
- Fonds des papeteries d'Arches et d'Archettes (14J).